# Alexander Hartmann (Physiker)

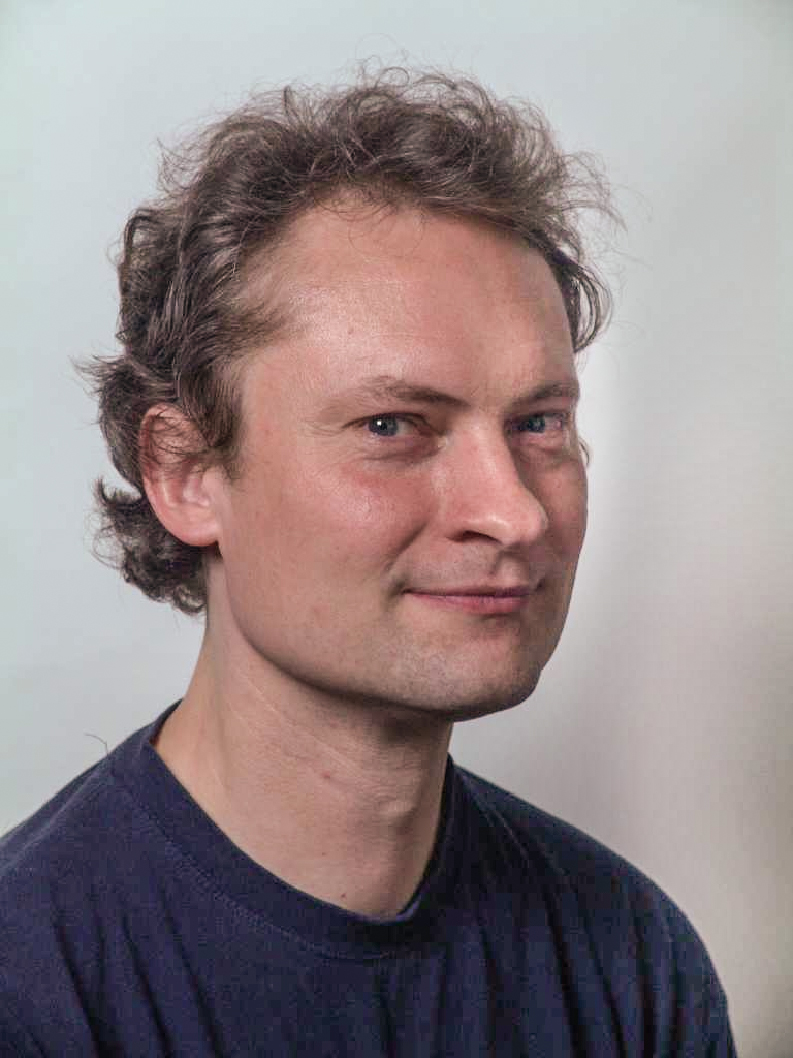
Alexander Hartmann (2018)

Alexander K. Hartmann (* 1968) ist ein deutscher Physiker und Professor für computerorientierte Physik an der Carl von Ossietzky Universität Oldenburg.

## Leben
Von 1987 bis 1994 studierte er zunächst Physik mit dem Nebenfach Mathematik an der Universität Duisburg und schloss dieses 1994 mit dem Diplom ab. Währenddessen studierte er zudem Informatik mit dem Nebenfach Mathematik an der Fernuniversität Hagen und schloss dies 1993 ebenfalls mit dem Diplom ab. Anschließend promovierte er am Institut für Theoretische Physik bei Heinz Horner und am Graduiertenkolleg der Universität Heidelberg zum Thema: „Grundzustände ungeordneter Ising-Systeme“. 2004 schloss er seine Habilitation für Physik an der Universität Göttingen ab. Schließlich wurde er im April 2004 Inhaber der Professur (W2) für „Computerorientierte Theoretische Physik“. Seit April 2007 ist er Professor an der Universität Oldenburg. Hier hatte er von April 2013 bis April 2015 auch die Funktion des Direktors des Instituts für Physik inne.

## Forschungsgebiete
Untersuchung komplexer Systeme aus der Festkörperphysik, der theoretischen Informatik und der Molekularbiologie mittels Computersimulationen.
Dazu gehören:
- Kombinatorische Optimierungsprobleme
- Ungeordnete magnetische Systeme
- Musterbildung beim Sputtern von Oberflächen
- Bioinformatik
- Große Abweichungen